# S-400

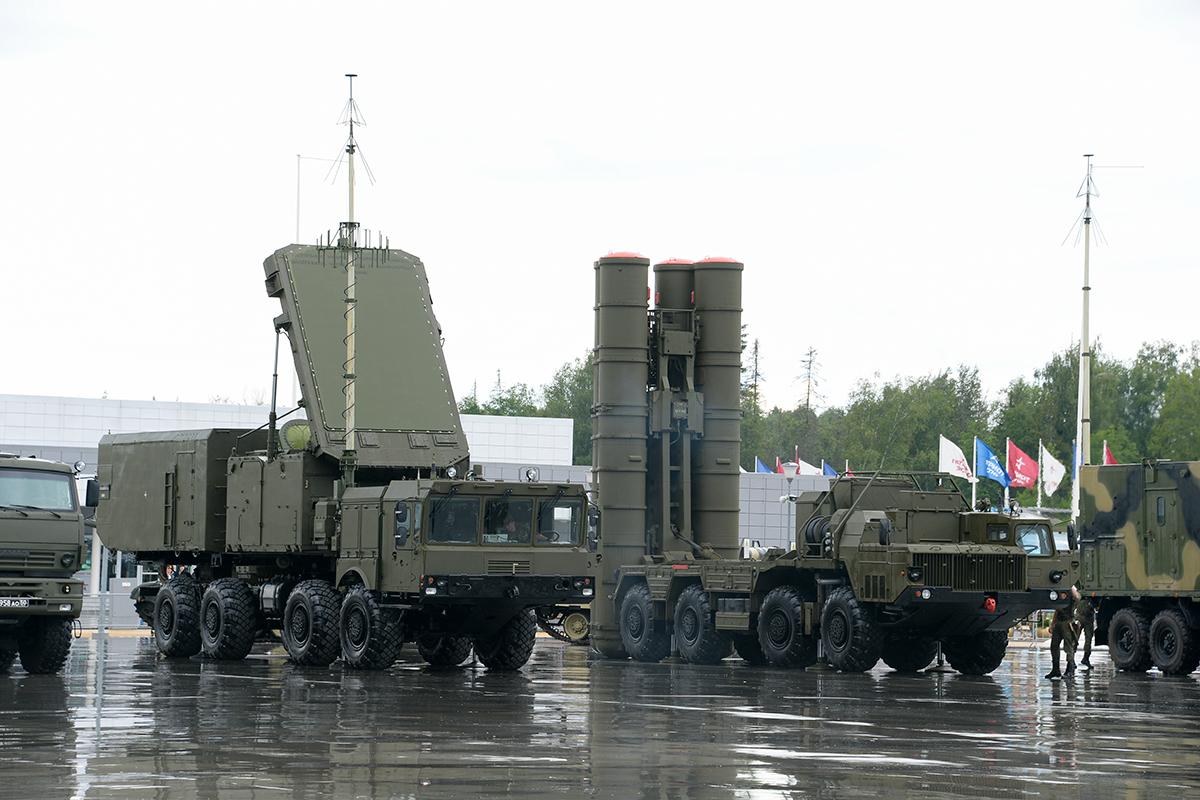
Bateria d'S-400 a Moscou

L'S-400 «Triumf» (en ciríl·lic: C-400 «Триумф») és una actualització del sistema S-300 desenvolupat per l'Oficina Central de disseny d'Almaz. Es troba en servei en les Forces Armades de Rússia.
L'S-400 fa servir tres tipus de míssils diferents: els 40N6, 48N6 i 9M9;  cadascun amb capacitats diferents.

## Desenvolupament
El desenvolupament del sistema S-400 va començar en la dècada de 1990. El sistema de defensa de llançament de míssils va ser anunciat oficialment per la força aèria russa el gener de 1999. El 12 de febrer de 1999, es van dur a terme les primeres proves reeixides en Kapustin Iar a Astracan. Com a resultat d'aquestes proves, es va decidir que l'exèrcit rus seria dotat amb el sistema S-400 en 2001.
No obstant això, en 2003 es va fer evident que en realitat el sistema no havia estat prou madur per a desplegar totalment: funcionaris militars van objectar que les proves d'assaig de l'S-400 havien estat fetes emprant interceptors obsolets de l'S-300P i es va concloure que no era viable la producció. Fet i fet, el govern xinès va proporcionar la major part del finançament per al desenvolupament de l'S-400, sent desenvolupat conjuntament amb la Xina, la designació domèstica del qual és HQ-19.
Finalment, la realització del projecte va ser anunciada el febrer de 2004. A l'abril, un míssil balístic va ser interceptat amb èxit en una prova del míssil interceptor 48N6DM actualitzat.
Va ser dissenyat per a tenir un paper molt més ampli, com ara: les necessitats de defensa de llarg abast i alta altitud de defensa aèria, la defensa contra els nous míssils tàctics balístics ICBM dels Estats Units, enfrontar el rendiment i alta capacitat dels míssils instal·lats a Europa als països membres de l'OTAN. Té major detecció i seguiment contra els objectius detectats sota la secció transversal del radar, en altituds molt altes i molt baixes, mentre que conserva la mobilitat en tot terreny a molt alt nivell amb els seus camions de transport per a operar com un front de defensa contra l'atac dels sistemes nuclears i convencionals de l'OTAN.

## Cronologia
Un batalló d'S-400 regular consta d'almenys vuit llançadors amb 32 míssils i un lloc de comandament mòbil.
El setembre de 2006, el Viceprimer ministre, Serguei Ivanov, va anunciar un nou programa estatal d'armament per a 2007–2015. Aquest programa preveu la compra de 18 batallons de míssils S-400.
El 21 de maig de 2007, la força aèria russa va anunciar que s'instal·laria al voltant de Moscou i Rússia Central l'1 de juliol de 2007 el S-400 també va ser desplegat prop de la ciutat d'Elektrostal.
L'11 de juny de 2007, la Xina va provar amb succés la seva funció antisatèl·lit.
El 8 de febrer de 2008, el tinent general Vladímir Svirídov va anunciar que Rússia va reemplaçar els sistemes S-300 al nord-oest de Rússia amb els més avançats tecnològicament S-400. Experts militars russos esperen els plans de Rússia d'aquest sistema per a estar en el lloc i que representi un component important del seu sistema de defensa de míssils balístics fins a l'any 2020.
El 17 de març de 2009, el Ministro de Defensa de Rússia va anunciar que un segon regiment equipat amb avançats sistemes de míssils S-400 Triumf de defensa antiaèria va ser posat en servei.
El 26 d'agost de 2009, el personal de General va dir  que sistemes S-400 havien estat desplegats al Llunyà Orient rus per a contrarestar els assaigs de míssils de Corea del Nord i evitar que els seus fragments caiguin en territori rus.
El febrer de 2011, una segona unitat de sistemes de míssils S-400 va ser desplegada a Dubrovka, al nord de Moscou. El Regiment de defensa aèria 210.ª consta de dos batallons, cadascun format per vuit punts de llançament, cadascuna amb quatre míssils. El febrer de 2011, es va anunciar també que el sistema de míssils seran desplegats a les Illes Kurils del Sud «per a protegir la sobirania de Rússia en el Llunyà Orient».
El lliurament de les unitats de defensa aèria de la flota russa del Bàltic a la regió de Kaliningrad està programada per a rebre les seves primeres unitats S-400 a la fi de 2011.

## Usuaris
- Rússia - 328 en servei[15]

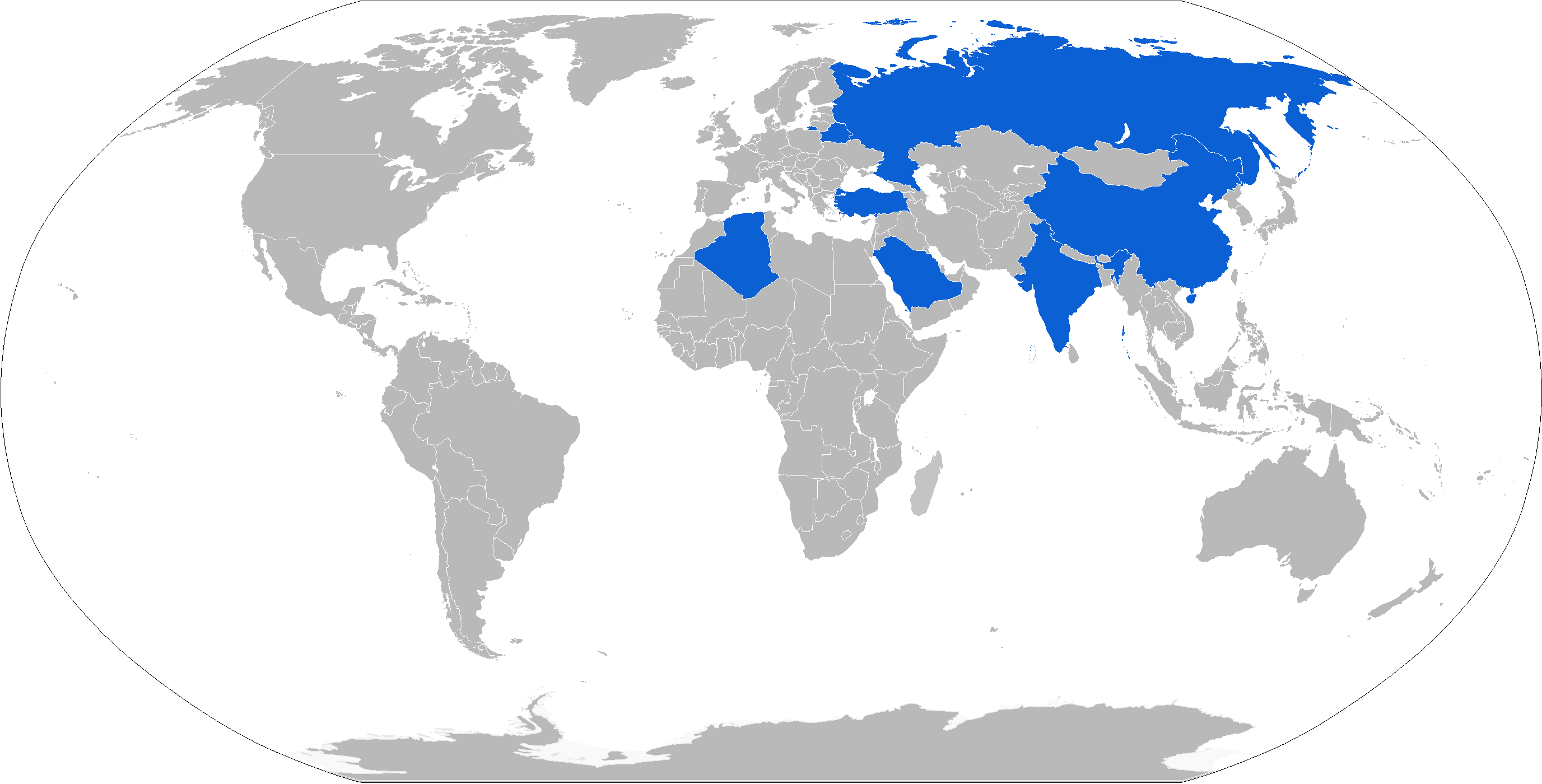
En blau, els usuaris oficials de l'S-400

- Algèria - S'estima que Algèria rebé fins a 4 batallons a mitjan 2015. Els sistemes foren sotmesos a proves al país nord-africà i se'n va començar la instal·lació.[16][17][18]
- R.P. de la Xina - 2 sistemes operatius, provats amb succés el 2019. A l'espera de l'arribada del segon lot de dispositius per a la constitució de més bateries antiaèries.[19][20][21]
- Índia - Sense especificar la quantitat a lliurar, va arribar a un acord per aquests sistemes per vora 5000 milions de dòlars americans.[22]
- Turquia - 4 sistemes lliurats i en proves d'operativitat.[23]